# Ian Kershaw
Pour les articles homonymes, voir Kershaw.
Ian Kershaw, né le 29 avril 1943 à Oldham, est un historien britannique connu pour ses travaux sur la Seconde Guerre mondiale, Adolf Hitler et le nazisme. Il est l'auteur d'une biographie en deux tomes, une des principales références actuelles sur le dictateur allemand, et de l'ouvrage Hitler – Essai sur le charisme en politique, qui explique comment la dictature nazie a pu s'installer. Il en voit les causes primordiales dans Hitler lui-même, la forte xénophobie traditionnelle, une société déboussolée, des élites inconscientes et autoritaires et le traumatisme de la Première Guerre mondiale et la guerre civile qui a suivi : l'une des avancées marquantes de son analyse du système hitlérien repose sur la notion de pouvoir charismatique.

## Biographie
Ian Kershaw fait ses études supérieures à Liverpool, puis au Merton College, à Oxford. Maître de conférence dans les années 1980 en histoire médiévale puis moderne, il est nommé, en 1983, professeur invité en histoire contemporaine, à l'université de la Ruhr à Bochum en Allemagne. En 1989, il est nommé professeur titulaire à l'Université de Nottingham, et cette même année, il est nommé professeur d'histoire contemporaine à l'Université de Sheffield.
Il est actuellement membre de la British Academy, de la Royal Historical Society, du Wissenschaftskolleg de Berlin et de l'Alexander von Humboldt Stiftung de Bonn. Il a été nommé chevalier en 2002.

## Recherches
Ian Kershaw est le principal disciple de Martin Broszat (1926-1989), historien allemand spécialiste de la période du nazisme et structuraliste, qui voyait l'histoire comme une science sociale qui devait se concentrer sur la société et sa culture, plutôt que sur des individus précis, pour expliquer le passé. Bien que Kershaw ait été en désaccord avec lui sur certains points, il reprend beaucoup de conclusions et des méthodes de ses travaux. Il est ainsi souvent considéré depuis les années 1990, comme l'un des tenants de la thèse fonctionnaliste modérée, remettant en question les conclusions de Broszat sur la politique extérieure de l'Allemagne.
Si Kershaw a ainsi exprimé son désaccord en ce qui concerne la thèse du « dictateur faible », qui veut qu'Hitler ait été un acteur relativement peu important dans l'histoire du Troisième Reich, il reprend néanmoins les idées qu'Hitler ne jouait pas un rôle important dans l'organisation quotidienne du Reich, ce qui fait plutôt du Führer un « dictateur paresseux » (« lazy dictator ») et qu'Hitler était indispensable à la mise en place de cette dictature et qu'il n'était pas un pion. Il renvoie dos à dos les théories selon lesquelles Hitler serait le mal incarné et que la société et les gouvernants traditionnels n'étaient pour rien dans l'installation du régime nazi[réf. nécessaire] et les théories marxistes, qui ne voient en Hitler qu'un pion interchangeable et pour qui la cause du régime était à voir dans l'État, les élites et les grandes industries allemandes.
Deux de ses ouvrages, parus en France en 1995, entendent dépasser la problématique du totalitarisme. Après avoir recensé les spécificités du nazisme à l'égard du stalinisme, il préfère avoir recours, dans son domaine d'étude, au concept de « pouvoir charismatique » (à partir de la notion de charisme de Max Weber).

## Publications
(Liste non exhaustive)
- (en) Der Hitler-Mythos – Volksmeinung und Propaganda im Dritten Reich, Stuttgart, 1980; édition anglaise : The “Hitler Myth” – Image and Reality in the Third Reich, Oxford, 1987; édition française: Le mythe Hitler, Flammarion, 2006 (Champs Histoire, 2013).
- Qu'est-ce que le nazisme ? Problèmes et perspectives d’interprétation, Gallimard, coll. « Folio », Paris, 1992 ; rééd. 1999 (éd. originale : The Nazi Dictatorship – Problems and Perspectives of Interpretation, Londres, 1985).
- (en) (dir.), Weimar – Why did German Democracy Fail ?, Londres, 1990.
- Hitler – Essai sur le charisme en politique, Gallimard, Paris, 1995 (éd. originale : Hitler. A Profile of Power, Longman, Londres, 1991).
- L’Opinion allemande sous le nazisme – Bavière 1933-1945, CNRS Éditions, Paris, 1995 ; réédité en poche en 2010.
Voir à ce propos Christian Ingrao, « lan Kershaw, L'opinion allemande sous le nazisme. Bavière 1933-1945 », Annales. Histoire, Sciences Sociales, 1998, vol. 53, no 1, p. 176–177 Lire en ligne.
- (en) Avec Moshe Lewin (dir.), Stalinism and Nazism – Dictatorships in Comparison, Cambridge University Press, 1997.
- Hitler, tome 1 : 1889-1936, Flammarion, 1999, 1157 p. (éd. originale : Hitler, 1889-1936 : Hubris, Penguin Books, Londres, 1998).
- Hitler, tome 2 : 1936-1945, Flammarion, 2000, 1632 p. (éd. originale : Hitler, 1936-1945 : Nemesis, Penguin Books, Londres, 1999).
- La chance du diable, Flammarion, 2009.
- Choix fatidiques – Dix décisions qui ont changé le monde, 1940-1941 (traduction de Pierre-Emmanuel Dauzat), Éditions du Seuil, Paris, 2009, 813 p.  (ISBN 978-2-02-080325-0) (éd. originale : Fateful Choices – Ten Decisions that Changed World, 1940-1941, Penguin Books, Londres et New York, 2007  (ISBN 978-0-713-99712-5) [PDF] [recension par Gerhard L. Weinberg, University of North Carolina, publiée par H-Diplo le 4 novembre 2007]
- Ian Kershaw (trad. de l'anglais), La Fin : Allemagne, 1944-1945, Paris, Éditions du Seuil, 2012, 665 p. (ISBN 978-2-02-080301-4, OCLC 813899525) (éd. originale : The End , Allen Lane).
- Hitler, 1889-1945, Flammarion, 2008, N. éd. 2020, 1200 p., (éd. originale : Hitler, 1889-1945, Penguin Books, Londres, 2008).
- L'Europe en Enfer 1914-1949 '(traduction de Pierre-Emmanuel Dauzat), Éditions du Seuil, Paris, 2016, 632 p.  (ISBN 978-2-02-124364-2)
- L'Âge global : L'Europe, de 1950 à nos jours  (trad. de l'anglais), Paris, Seuil, 2020, 752 p. (ISBN 978-2-02-124368-0)
- Ces grandes figures qui ont fait l'Histoire, Seuil, 2023.